# Larinia onoi
Larinia onoi là một loài nhện trong họ Araneidae.
Loài này thuộc chi Larinia. Larinia onoi được miêu tả năm 1989 bởi Tanikawa.